# Coripe
Coripe è un comune spagnolo di 1 469 abitanti situato nella comunità autonoma dell'Andalusia.